# رون رايلي
رون رايلي هو لاعب هوكي الجليد كندي، ولد في 20 يوليو 1948 في مونتريال في كندا.

## وصلات خارجية
- رون رايلي على موقع EliteProspects.com (الإنجليزية)
- رون رايلي على موقع HockeyDB.com (الإنجليزية)
- رون رايلي على موقع Hockey-Reference.com (الإنجليزية)